# Brown ale

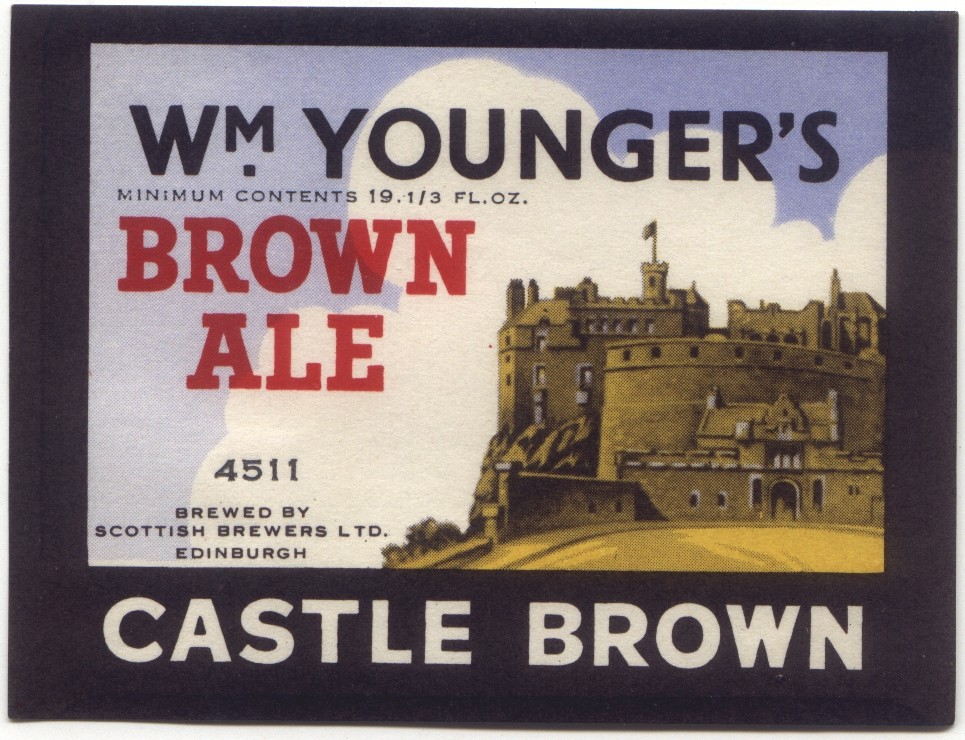
Etikett till en brown ale från ett bryggeri i Edinburgh.

Brown ale är en mörkbrun till ljusbrun överjäst ale, med en nötaktig kolamaltighet som kommer från den engelska pale ale och mörkare malt såsom Caramel. Brown ale kan i England indelas i sydlig Londonstil, Southern English Brown Ale och en nordlig Newcastlestil, Northerns English Brown Ale. De sydliga tenderar att vara sötare, mörkare och lite mer karamellaktiga. De nordliga har en tendens att vara torrare med mer humlesmak och nötighet. Skillnaderna mellan den nordliga och den sydliga sägs bero på olika vattenkvaliteter och hårdheten i vattnet.

## Historia
Under 1700-talet bryggdes brittiska brown ales i en mängd olika styrkor, med original gravities (OG) som sträckte sig från cirka 1.060 till 1.090. Dessa öl dog ut runt 1800 eftersom bryggerierna gick ifrån att använda brun malt som bas. Pale malt, som är billigare på grund av dess högre avkastning, användes som en bas för alla öl, inklusive Porter och Stout.
Uttrycket "brown ale" återupplivades i slutet av 1800-talet när Londonbryggeriet Mann infört en öl med det namnet. Men sorten blev allmänt bryggd först på 1920-talet. De bruna alen under denna period var betydligt starkare än de flesta moderna engelska versioner. 1926 hade Manns brown ale en ursprunglig styrka på 1.043 och en alkoholhalt på cirka fyra procent. Whitbread Double Brown var ännu starkare, en original gravities (OG) på 1.054 och en alkoholhalt på över fem procent. Införandet av dessa ölsorter sammanföll med en stor ökning av efterfrågan för flasköl i Storbritannien.
På 1930-talet introducerade några bryggerier, däribland Whitbread, en andra svagare och billigare brown ale som ibland bara var en sötad version av dark mild. Dessa öl hade en ursprunglig styrka på cirka 1.037.
Efter Andra världskriget försvann de flesta sorter starkare brown ale, med undantag för en handfull från nordöstra England. Majoriteten hade en original gravities (OG) i intervallet 1.030-1.035, eller cirka tre procent alkoholhalt, ungefär som Manns brown ale idag.
Arvet till nordamerikanska brown ales kan spåras till vissa öl från norra England som anpassats till amerikanskt hembryggande, och det engelska inflytandet på American Colonial Ales.